# Pseudoschizopelma macropus
Genre
Espèce
Synonymes
- Crypsidromus macropus Ausserer, 1875
- Acentropelma macropus (Ausserer, 1875)
- Schizopelma sorkini Smith, 1995

Pseudoschizopelma macropus, unique représentant du genre Pseudoschizopelma, est une espèce d'araignées mygalomorphes de la famille des Theraphosidae.

## Distribution
Cette espèce est endémique de l'État de Puebla au Mexique,. Elle se rencontre sur le pic d'Orizaba et vers Chalchicomula de Sesma.

## Description
Le mâle décrit par Gabriel, Sherwood et Longhorn en 2020 mesure 26,4 mm et la femelle 34,9 mm.

## Systématique et taxinomie
Cette espèce a été décrite sous le protonyme Crypsidromus macropus par Ausserer en 1875. Elle est placée dans le genre Schizopelma par F. O. Pickard-Cambridge en 1897, dans le genre Pseudoschizopelma par Schmidt en 1995, dans le genre Cyclosternum par Pérez-Miles, Lucas, Silva Jr. et Bertani en 1996, dans le genre Davus par Schmidt en 2003, dans le genre Acentropelma par Gabriel en 2016 puis elle est replacée dans le genre Pseudoschizopelma par Gabriel, Sherwood et Longhorn en 2020.

## Publications originales
- Ausserer, 1875 : « Zweiter Beitrag zur Kenntniss der Arachniden-Familie der Territelariae Thorell (Mygalidae Autor). » Verhandlungen der kaiserlich-königlichen zoologisch-botanischen Gesellschaft in Wien, vol. 25, p. 125-206 (texte intégral).
- Schmidt, 1995 : Tarantula Spiders: Tarantulas of the U.S.A. and Mexico. Fitzgerald Publishing, London, p. 1-196.